# Sebastiano Florigerio

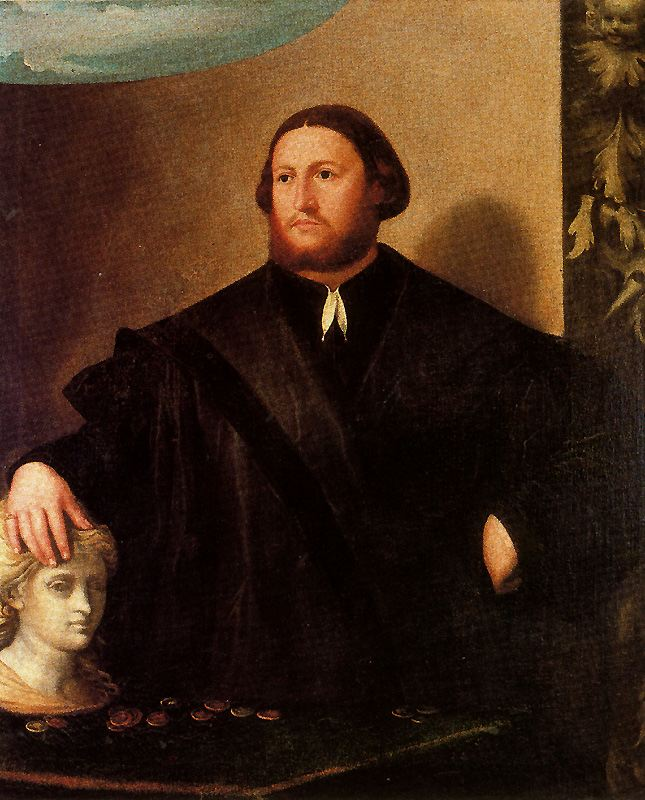
Ritratto di Raffaello Grassi, padre di Giovanni Battista.

Sebastiano Florigerio (Conegliano, tra il 1500 e il 1505 – tra il 1550 e il 1564) è stato un pittore italiano.

## Biografia
Secondo il Vasari, che lo chiama Bastiano, il Florigerio fu discepolo di Pellegrino da San Daniele. La sua presenza presso la bottega del pittore friulano, è documentata a partire dal 1523 e nel 1527 avrebbe dovuto sposarne la figlia Aurelia, ma le nozze non ebbero luogo e, dopo un litigio, anche il rapporto di collaborazione fra i due pittori si interruppe. Collaborò saltuariamente con il Pordenone, che era stato anche lui discepolo di Pellegrino. Fu un buon imitatore della maniera del suo più celebre collega, ma conservò dei residui della sua formazione originale, più arcaica. 
Tra il 1529 ed il 1533 si stabilì a Padova, dove dipinse una Pietà per l'altare principale di San Bartolomeo e altre varie tele per le varie chiese della città; attualmente i due dipinti San Sebastiano e San Rocco sono conservati presso i Musei Civici di Padova. Nel 1535 si rifugiò ad Udine dopo aver ucciso un avversario in un duello. Tra il 1538 ed il 1543 risiedette a Cividale del Friuli, successivamente ritornò ad Udine, dove probabilmente rimase fino alla morte.

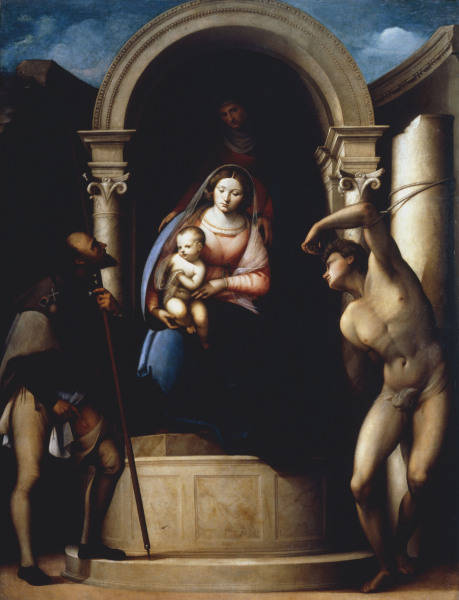
Vergine con il bambino, Santa Anna, San Sebastiano e San Rocco, Gallerie dell'Accademia, Venezia

Vasari gli attribuisce anche il Ritratto di Raffaello Grassi, ora conservato agli Uffizi. 

## Opere[1]
- Vergine con il bambino, Santa Anna, San Sebastiano e San Rocco, 1524-1525, Gallerie dell'Accademia, Venezia
- San Giovanni Evangelista con San Francesco e Sant'Antonio, 1524-1525, Gallerie dell'Accademia, Venezia
- Madonna con Bambino in trono tra santa Tecla, sant'Eufemia, santa Erasma, santa Dorotea, san Giovanni Battista e san Donato ; San Michele Arcangelo ; San Sebastiano, 1526-1528, polittico, Museo archeologico nazionale, Cividale del Friuli
- Concerto, 1529-1533, Alte Pinakothek, Monaco di Baviera
- San Sebastiano, 1529-1533, Musei Civici, Padova
- San Rocco, 1529-1533, Musei Civici, Padova
- San Giorgio che uccide il drago, 1529, Chiesa di San Giorgio, Udine
- Santa[2], ??, Collezione privata, Roma